# Marco, l'énigme d'une vie
Pour les articles homonymes, voir Marco.
Pour plus de détails, voir Fiche technique et Distribution.
Marco, l'énigme d'une vie (Marco, la verdad inventada) est un film biographique espagnol de Jon Garaño et Aitor Arregi (es), sorti en 2024 évoquant la vie de l'imposteur barcelonais Enric Marco.

## Synopsis
Enric Marco (1921-2022), se prétend survivant des camps nazis. Considéré comme un grand témoin de la Seconde Guerre mondiale, président d'associations mémorielles, la vie de Marco bascule après les recherches de l'historien Benito Bermejo et de l'enquête du journaliste Javier Cercas publiée dans son essai L'Imposteur qui entraînent une onde de choc dans toute l'Europe,.

## Présentation
Le rôle d'Enric Marco est joué par l'acteur catalan Eduard Fernández. Le rôle de l'historien Benito Bermejo est joué par l'acteur Chani Martín.
Présenté à la Mostra de Venise 2024, le long-métrage sort dans les salles en Espagne le 8 novembre 2024. 
C'est à l'occasion de la sortie du film que la famille du résistant et déporté catalan Enric Moner s'aperçoit qu'Enric Marco a usurpé l'identité de son aïeul, confirmant ainsi la supercherie. 
La sortie officielle du film en France a lieu le 14 mai 2025.

## Fiche technique
Sauf indication contraire, les informations mentionnées dans cette section peuvent être confirmées par la base de données cinématographiques IMDb,  présente dans la section « Liens externes ».
- Titre : Marco, l'énigme d'une vie
- Titre original : Marco, la verdad inventada
- Réalisation : Jon Garaño et Aitor Arregi
- Scénario : Jon Garaño, Aitor Arregi, Jorge Gil Munarriz et Jose Mari Goenaga
- Musique : Aránzazu Calleja
- Photographie : Javier Agirre
- Montage : Maialen Sarasua Oliden
- Décors : Mikel Serrano
- Costumes : Saioa Lara
- Maquillage : Karmele Soler[14]
- Production : Ander Barinaga-Rementeria, Andrea Barrionuevo, Fernando Larrondo, Jaime Ortiz de Artiñano et Rosa Pérez
- Société de production : Atresmedia, BTeam Pictures, Irusoin, La verdad inventada, Moriarti Produkzioak et Movistar Plus+
- Société de distribution : Epicentre Films (France)
- Format : couleur
- Genre : Biopic, drame et historique
- Dates de sortie :
  - Espagne : 8 novembre 2024
  - France : 14 mai 2025

## Distribution
- Eduard Fernández : Enric Marco
- Nathalie Poza : Laura[15]
- Chani Martín : Benito Bermejo
- Sonia Almarcha : Clara
- Fermí Reixach : Pere
- Vicente Vergara : Gracia
- Jordi Rico : Santi
- Iñigo de la Iglesia : Gil
- Júlia Molins : Aina
- Javier Cercas : lui-même, l'écrivain en rencontre littéraire

## Sortie

### Accueil critique
En France, le site Allociné donne une moyenne de 3,4⁄5, d'après l'interprétation de 15 critiques de presse. La presse française a évoqué le film en de nombreuses reprises lors de sa sortie officielle dans le pays,.

## Distinctions

### Récompenses
- Goyas 2025 : meilleur acteur pour Eduard Fernández et meilleurs maquillages et coiffures[21],[22]
- Feroz 2025 : meilleur acteur pour Eduard Fernández[23]
- Prix CEC (Círculo de Escritores Cinematográficos)  2025 : meilleur acteur pour Eduard Fernández

### Nominations
- Goyas 2025 : meilleur réalisateur, meilleur scénario original et meilleurs effets spéciaux[24]

### Sélections
- Mostra de Venise 2024 : sélection en section Orizzonti
- Festival international du film de Saint-Sébastien 2024 : sélection en section Perles (Perlak)